# Hamburger Sport-Verein 1999-2000
Questa voce raccoglie le informazioni riguardanti l'Hamburger Sport-Verein nelle competizioni ufficiali della stagione 1999-2000.

## Stagione
Nella stagione 1999-2000 l'Amburgo, allenato da Frank Pagelsdorf, concluse il campionato di Bundesliga al 3º posto. In Coppa di Germania l'Amburgo fu eliminato al terzo turno dal Magonza. In Coppa Intertoto l'Amburgo fu eliminato al quinto turno dal Montpellier.

## Rosa
| N. |                                | Ruolo | Calciatore         |
| -- | ------------------------------ | ----- | ------------------ |
| 1  | Germania (bandiera)            | P     | Hans-Jörg Butt     |
| 2  | Danimarca (bandiera)           | C     | Thomas Gravesen    |
| 3  | Croazia (bandiera)             | D     | Andrej Panadić     |
| 4  | Germania (bandiera)            | D     | Ingo Hertzsch      |
| 5  | Paesi Bassi (bandiera)         | D     | Nico-Jan Hoogma    |
| 6  | Grecia (bandiera)              | C     | Dīmītrīs Grammozīs |
| 7  | Germania (bandiera)            | C     | Martin Groth       |
| 8  | Polonia (bandiera)             | A     | Jacek Dembiński    |
| 9  | Serbia e Montenegro (bandiera) | A     | Vanja Grubač       |
| 10 | Germania (bandiera)            | C     | Thomas Doll        |
| 11 | Croazia (bandiera)             | C     | Niko Kovač         |
| 12 | Germania (bandiera)            | P     | Alexander Bade     |
| 13 | Germania (bandiera)            | C     | Andreas Fischer    |
| 14 | Germania (bandiera)            | C     | Fabian Ernst       |
| 15 | Iran (bandiera)                | C     | Mehdi Mahdavikia   |

| N. |                               | Ruolo | Calciatore       |
| -- | ----------------------------- | ----- | ---------------- |
| 16 | Iran (bandiera)               | A     | Vahid Hashemian  |
| 17 | Ghana (bandiera)              | A     | Anthony Yeboah   |
| 18 | Iran (bandiera)               | A     | Rasoul Khatibi   |
| 19 | Turchia (bandiera)            | A     | Soner Uysal      |
| 20 | Germania (bandiera)           | C     | Bernd Hollerbach |
| 21 | Germania (bandiera)           | C     | Harald Spörl     |
| 22 | Germania (bandiera)           | A     | Roy Präger       |
| 24 | Turchia (bandiera)            | A     | Mahmut Yilmaz    |
| 25 | Germania (bandiera)           | D     | Marco Grote      |
| 26 | Turchia (bandiera)            | C     | Özkan Gümüş      |
| 27 | Argentina (bandiera)          | C     | Rodolfo Cardoso  |
| 28 | Macedonia del Nord (bandiera) | P     | Saša Ilić        |
| 29 | Germania (bandiera)           | A     | Karsten Bäron    |
| 30 | Germania (bandiera)           | C     | Christof Babatz  |
| 34 | Germania (bandiera)           | D     | Volker Schmidt   |

## Organigramma societario
Area tecnica
- Allenatore: Frank Pagelsdorf
- Allenatore in seconda: Armin Reutershahn
- Preparatore dei portieri:
- Preparatori atletici:

## Calciomercato

### Sessione estiva
| Acquisti | Acquisti         | Acquisti         | Acquisti |
| R.       | Nome             | da               | Modalità |
| -------- | ---------------- | ---------------- | -------- |
| C        | Rodolfo Cardoso  | Estudiantes (LP) |          |
| A        | Vahid Hashemian  | PAS Teheran      |          |
| A        | Rasoul Khatibi   | PAS Teheran      |          |
| C        | Niko Kovač       | Bayer Leverkusen |          |
| C        | Mehdi Mahdavikia | Bochum           |          |
| A        | Roy Präger       | Wolfsburg        |          |
| D        | Josip Šimunić    | Amburgo II       |          |

| Cessioni | Cessioni           | Cessioni              | Cessioni |
| R.       | Nome               | a                     | Modalità |
| -------- | ------------------ | --------------------- | -------- |
| D        | Stefan Böger       | Amburgo II            |          |
| C        | Alexandru Curtianu | Zenit San Pietroburgo |          |
| D        | Allan Jepsen       | Heerenveen            |          |
| A        | Sergej Kir'jakov   | TeBe Berlino          |          |
| C        | Oliver Straube     | Unterhaching          |          |
| A        | Marek Trejgis      | St. Pauli             |          |
| D        | Thomas Vogel       | Borussia M'gladbach   |          |

### Sessione invernale
| Acquisti | Acquisti | Acquisti | Acquisti |
| R.       | Nome     | da       | Modalità |
| -------- | -------- | -------- | -------- |

| Cessioni | Cessioni      | Cessioni       | Cessioni |
| R.       | Nome          | a              | Modalità |
| -------- | ------------- | -------------- | -------- |
| D        | Josip Šimunić | Hertha Berlino |          |

## Risultati

### Bundesliga

#### Girone di andata
| Arbitro: | Merk |

|                      |           |                      |
| Babbel 33’ Élber 90’ | Marcatori | 35’ Kovač 83’ Präger |

| Arbitro: | Jansen |

|                                        |           |  |
| Cardoso 5’ Butt 55’ (rig.), 79’ (rig.) | Marcatori |  |

| Arbitro: | Fandel |

|             |           |                                     |
| Wilmots 32’ | Marcatori | 45’ Hollerbach 53’ Kovač 58’ Hoogma |

| Arbitro: | Dardenne |

|                                              |           |            |
| Hollerbach 2’ Präger 24’, 41’, 67’ Kovač 90’ | Marcatori | 84’ Dárdai |

| Arbitro: | Buchhart |

|                        |           |  |
| Koch 23’ Marschall 35’ | Marcatori |  |

| Arbitro: | Heynemann |

|                  |           |                    |
| Cardoso 10’, 56’ | Marcatori | 12’, 65’ Akpoborie |

| Arbitro: | Aust |

|             |           |                       |
| Trkulja 74’ | Marcatori | 86’ Hoogma 90’ Yeboah |

| Arbitro: | Meyer |

|                             |           |  |
| Butt 22’ (rig.) Panadić 74’ | Marcatori |  |

| Monaco di Baviera 23 ottobre 1999, ore 15:30 CEST 9ª giornata | Monaco 1860 | 0 – 0 referto | Amburgo | Stadio Olimpico (32 300 spett.)\| Arbitro: \| Merk \| |
| Arbitro:                                                      | Merk        |               |         |                                                       |

| Arbitro: | Stark |

|                 |           |           |
| Butt 61’ (rig.) | Marcatori | 68’ Bobic |

| Arbitro: | Krug |

|                                 |           |                                          |
| Lange 4’ Baumgart 5’ Oswald 55’ | Marcatori | 39’ (rig.) Butt 48’ Grammozīs 76’ Grubač |

| Arbitro: | Fleischer |

|                                             |           |  |
| Yeboah 16’, 49’, 74’ Präger 26’ Fischer 78’ | Marcatori |  |

| Arbitro: | Fandel |

|                     |           |                 |
| Bode 62’ Ailton 81’ | Marcatori | 90’ (rig.) Butt |

| Arbitro: | Zerr |

|            |           |  |
| Yeboah 77’ | Marcatori |  |

| Arbitro: | Heynemann |

|                   |           |                                     |
| Beinlich 34’, 49’ | Marcatori | 32’ (rig.) Kovač 54’ (aut.) Nowotny |

| Arbitro: | Steinborn |

|           |           |                |
| Seitz 68’ | Marcatori | 24’ Mahdavikia |

| Arbitro: | Aust |

|                                                                              |           |             |
| Yeboah 8’, 29’ Hajto 11’ (aut.) Butt 41’ (rig.) Hirsch 43’ (aut.) Hoogma 90’ | Marcatori | 20’ Beierle |

#### Girone di ritorno
| Amburgo 6 febbraio 2000, ore 20:00 CET 18ª giornata | Amburgo   | 0 – 0 referto | Bayern Monaco | Volksparkstadion (53 800 spett.)\| Arbitro: \| Heynemann \| |
| Arbitro:                                            | Heynemann |               |               |                                                             |

| Arbitro: | Krug |

|            |           |                                |
| Endreß 69’ | Marcatori | 65’, 68’ Yeboah 89’ Mahdavikia |

| Arbitro: | Sippel |

|                                |           |            |
| Kovač 61’, 78’ Butt 72’ (rig.) | Marcatori | 15’ Mpenza |

| Arbitro: | Kemmling |

|                 |           |           |
| Preetz 64’, 82’ | Marcatori | 89’ Kovač |

| Arbitro: | Berg |

|                           |           |                |
| Präger 7’ Butt 63’ (rig.) | Marcatori | 79’ Pettersson |

| Arbitro: | Stark |

|                                   |           |                                     |
| Sebescen 43’, 54’, 59’ Rische 75’ | Marcatori | 9’, 41’ Mahdavikia 21’, 53’ Cardoso |

| Arbitro: | Meyer |

|              |           |                          |
| Gravesen 90’ | Marcatori | 35’ Scharinger 65’ Maier |

| Arbitro: | Steinborn |

|  |           |                  |
|  | Marcatori | 27’, 53’ Cardoso |

| Arbitro: | Fröhlich |

|                        |           |  |
| Präger 45’ Cardoso 53’ | Marcatori |  |

| Arbitro: | Merk |

|  |           |            |
|  | Marcatori | 79’ Präger |

| Arbitro: | Albrecht |

|           |           |  |
| Groth 17’ | Marcatori |  |

| Arbitro: | Wack |

|                                           |           |  |
| Labbadia 7’ Stratos 66’ (rig.) Göktan 70’ | Marcatori |  |

| Amburgo 15 aprile 2000, ore 15:30 CEST 30ª giornata | Amburgo | 0 – 0 referto | Werder Brema | Volksparkstadion (52 800 spett.)\| Arbitro: \| Strampe \| |
| Arbitro:                                            | Strampe |               |              |                                                           |

| Arbitro: | Fandel |

|                            |           |  |
| Guié-Mien 6’, 76’ Yang 71’ | Marcatori |  |

| Arbitro: | Wagner |

|  |           |                         |
|  | Marcatori | 19’ Roberto 30’ Nowotny |

| Arbitro: | Wezel |

|                                |           |  |
| Groth 42’ Uysal 51’ Präger 89’ | Marcatori |  |

| Arbitro: | Kemmling |

|             |           |          |
| Wolters 20’ | Marcatori | 7’ Kovač |

### Coppa di Germania
| Arbitro: | Keßler |

|                             |           |  |
| Policella 44’ Ratkowski 77’ | Marcatori |  |

### Coppa Intertoto
| Arbitro: | Radoman |

|  |           |                   |
|  | Marcatori | 16’ Koumantarakis |

| Arbitro: | Temmink |

|                        |           |                                  |
| Koumantarakis 50’, 57’ | Marcatori | 37’ Fischer 43’ Groth 47’ Yeboah |

| Arbitro: | Fisker |

|                    |           |                           |
| Mandıralı 65’, 70’ | Marcatori | 58’ Yeboah 60’ Hollerbach |

| Arbitro: | Barber |

|                                              |           |               |
| Mahdavikia 37’, 56’ Präger 63’ Hashemian 81’ | Marcatori | 68’ Mandıralı |

| Arbitro: | Jol |

|          |           |             |
| Loko 14’ | Marcatori | 81’ Panadić |

| Arbitro: | Micheľ |

|                      |                      |                                     |
| Yeboah 22’           | Marcatori            | 70’ Sorlin                          |
| Panadić Groth Babatz | Tiri di rigore 0 – 3 | Silvestre Serredszum Mahouvé Fugier |

## Statistiche

### Statistiche di squadra
| Competizione      | Punti | In casa | In casa | In casa | In casa | In casa | In casa | In trasferta | In trasferta | In trasferta | In trasferta | In trasferta | In trasferta | Totale | Totale | Totale | Totale | Totale | Totale | DR  |
| Competizione      | Punti | G       | V       | N       | P       | Gf      | Gs      | G            | V            | N            | P            | Gf           | Gs           | G      | V      | N      | P      | Gf     | Gs     | DR  |
| ----------------- | ----- | ------- | ------- | ------- | ------- | ------- | ------- | ------------ | ------------ | ------------ | ------------ | ------------ | ------------ | ------ | ------ | ------ | ------ | ------ | ------ | --- |
| Bundesliga        | 59    | 17      | 11      | 4       | 2       | 37      | 11      | 17           | 5            | 7            | 5            | 26           | 28           | 34     | 16     | 11     | 7      | 63     | 39     | +24 |
| Coppa di Germania | -     | 0       | 0       | 0       | 0       | 0       | 0       | 1            | 0            | 0            | 1            | 0            | 2            | 1      | 0      | 0      | 1      | 0      | 2      | -2  |
| Coppa Intertoto   | -     | 3       | 1       | 1       | 1       | 5       | 3       | 3            | 1            | 2            | 0            | 6            | 5            | 6      | 2      | 3      | 1      | 11     | 8      | +3  |
| Totale            | 59    | 20      | 12      | 5       | 3       | 42      | 14      | 21           | 6            | 9            | 6            | 32           | 35           | 41     | 18     | 14     | 9      | 74     | 49     | +25 |

### Andamento in campionato
| Giornata  | 1 | 2 | 3 | 4 | 5 | 6 | 7 | 8 | 9 | 10 | 11 | 12 | 13 | 14 | 15 | 16 | 17 | 18 | 19 | 20 | 21 | 22 | 23 | 24 | 25 | 26 | 27 | 28 | 29 | 30 | 31 | 32 | 33 | 34 |
| --------- | - | - | - | - | - | - | - | - | - | -- | -- | -- | -- | -- | -- | -- | -- | -- | -- | -- | -- | -- | -- | -- | -- | -- | -- | -- | -- | -- | -- | -- | -- | -- |
| Luogo     | T | C | T | C | T | C | T | C | T | C  | T  | C  | T  | C  | T  | T  | C  | C  | T  | C  | T  | C  | T  | C  | T  | C  | T  | C  | T  | C  | T  | C  | C  | T  |
| Risultato | N | V | V | V | P | N | V | V | N | N  | N  | V  | P  | V  | N  | N  | V  | N  | V  | V  | P  | V  | N  | P  | V  | V  | V  | V  | P  | N  | P  | P  | V  | N  |
| Posizione | 4 | 2 | 1 | 1 | 2 | 3 | 2 | 2 | 2 | 3  | 3  | 2  | 3  | 3  | 3  | 3  | 3  | 3  | 3  | 3  | 3  | 3  | 3  | 3  | 3  | 3  | 3  | 3  | 3  | 3  | 3  | 3  | 3  | 3  |

Legenda:

Luogo: C = Casa; T = Trasferta. Risultato: V = Vittoria; N = Pareggio; P = Sconfitta.

### Statistiche dei giocatori
| Giocatore     | Bundesliga | Bundesliga | Bundesliga  | Bundesliga | Coppa di Germania | Coppa di Germania | Coppa di Germania | Coppa di Germania | Coppa Intertoto | Coppa Intertoto | Coppa Intertoto | Coppa Intertoto | Totale   | Totale | Totale      | Totale     |
| Giocatore     | Presenze   | Reti       | Ammonizioni | Espulsioni | Presenze          | Reti              | Ammonizioni       | Espulsioni        | Presenze        | Reti            | Ammonizioni     | Espulsioni      | Presenze | Reti   | Ammonizioni | Espulsioni |
| ------------- | ---------- | ---------- | ----------- | ---------- | ----------------- | ----------------- | ----------------- | ----------------- | --------------- | --------------- | --------------- | --------------- | -------- | ------ | ----------- | ---------- |
| C. Babatz     | 5          | 0          | 1           | 0          | 0                 | 0                 | 0                 | 0                 | 1               | 0               | 0               | 0               | 6        | 0      | 1           | 0          |
| A. Bade       | 0          | 0          | 0           | 0          | 0                 | 0                 | 0                 | 0                 | 0               | 0               | 0               | 0               | 0        | 0      | 0           | 0          |
| H. Butt       | 34         | 9          | 1           | 0          | 1                 | 0                 | 0                 | 0                 | 6               | 0               | 0               | 0               | 41       | 9      | 1           | 0          |
| K. Bäron      | 7          | 0          | 0           | 0          | 0                 | 0                 | 0                 | 0                 | 0               | 0               | 0               | 0               | 7        | 0      | 0           | 0          |
| R. Cardoso    | 28         | 8          | 4           | 0          | 1                 | 0                 | 1                 | 0                 | 4               | 0               | 1               | 0               | 33       | 8      | 6           | 0          |
| J. Dembiński  | 7          | 0          | 0           | 0          | 0                 | 0                 | 0                 | 0                 | 2               | 0               | 0               | 0               | 9        | 0      | 0           | 0          |
| T. Doll       | 21         | 0          | 0           | 0          | 1                 | 0                 | 0                 | 0                 | 0               | 0               | 0               | 0               | 22       | 0      | 0           | 0          |
| F. Ernst      | 19         | 0          | 0           | 0          | 1                 | 0                 | 0                 | 0                 | 2               | 0               | 0               | 0               | 22       | 0      | 0           | 0          |
| A. Fischer    | 17         | 1          | 2           | 0          | 0                 | 0                 | 0                 | 0                 | 2               | 1               | 0               | 0               | 19       | 2      | 2           | 0          |
| D. Grammozīs  | 17         | 1          | 2           | 0          | 1                 | 0                 | 0                 | 0                 | 5               | 0               | 1               | 0               | 23       | 1      | 3           | 0          |
| T. Gravesen   | 26         | 1          | 3           | 1          | 1                 | 0                 | 0                 | 0                 | 5               | 0               | 0               | 0               | 32       | 1      | 3           | 1          |
| M. Grote      | 0          | 0          | 0           | 0          | 0                 | 0                 | 0                 | 0                 | 0               | 0               | 0               | 0               | 0        | 0      | 0           | 0          |
| M. Groth      | 15         | 2          | 2           | 0          | 1                 | 0                 | 0                 | 0                 | 6               | 1               | 0               | 0               | 22       | 3      | 2           | 0          |
| V. Grubač     | 4          | 1          | 0           | 0          | 0                 | 0                 | 0                 | 0                 | 1               | 0               | 0               | 0               | 5        | 1      | 0           | 0          |
| Ö. Gümüş      | 0          | 0          | 0           | 0          | 0                 | 0                 | 0                 | 0                 | 0               | 0               | 0               | 0               | 0        | 0      | 0           | 0          |
| V. Hashemian  | 11         | 0          | 1           | 0          | 0                 | 0                 | 0                 | 0                 | 4               | 1               | 1               | 0               | 15       | 1      | 2           | 0          |
| I. Hertzsch   | 31         | 0          | 6           | 1          | 1                 | 0                 | 0                 | 0                 | 6               | 0               | 1               | 0               | 38       | 0      | 7           | 1          |
| B. Hollerbach | 21         | 2          | 8           | 1          | 0                 | 0                 | 0                 | 0                 | 2               | 1               | 0               | 0               | 23       | 3      | 8           | 1          |
| N. Hoogma     | 31         | 3          | 6           | 0          | 1                 | 0                 | 0                 | 0                 | 5               | 0               | 1               | 0               | 37       | 3      | 7           | 0          |
| S. Ilić       | 0          | 0          | 0           | 0          | 0                 | 0                 | 0                 | 0                 | 0               | 0               | 0               | 0               | 0        | 0      | 0           | 0          |
| R. Khatibi    | 4          | 0          | 0           | 0          | 0                 | 0                 | 0                 | 0                 | 0               | 0               | 0               | 0               | 4        | 0      | 0           | 0          |
| N. Kovač      | 30         | 8          | 5           | 0          | 1                 | 0                 | 0                 | 1                 | 6               | 0               | 1               | 0               | 37       | 8      | 6           | 1          |
| M. Mahdavikia | 29         | 4          | 1           | 0          | 1                 | 0                 | 0                 | 0                 | 6               | 2               | 0               | 0               | 36       | 6      | 1           | 0          |
| A. Panadić    | 29         | 1          | 3           | 0          | 1                 | 0                 | 0                 | 0                 | 4               | 1               | 0               | 0               | 34       | 2      | 3           | 0          |
| R. Präger     | 32         | 9          | 12          | 0          | 1                 | 0                 | 0                 | 0                 | 6               | 1               | 1               | 0               | 39       | 10     | 13          | 0          |
| V. Schmidt    | 0          | 0          | 0           | 0          | 0                 | 0                 | 0                 | 0                 | 0               | 0               | 0               | 0               | 0        | 0      | 0           | 0          |
| H. Spörl      | 4          | 0          | 0           | 0          | 0                 | 0                 | 0                 | 0                 | 0               | 0               | 0               | 0               | 4        | 0      | 0           | 0          |
| S. Uysal      | 8          | 1          | 2           | 0          | 0                 | 0                 | 0                 | 0                 | 0               | 0               | 0               | 0               | 8        | 1      | 2           | 0          |
| T. Yeboah     | 24         | 9          | 1           | 0          | 1                 | 0                 | 0                 | 0                 | 6               | 3               | 0               | 0               | 31       | 12     | 1           | 0          |
| M. Yilmaz     | 2          | 0          | 0           | 0          | 0                 | 0                 | 0                 | 0                 | 0               | 0               | 0               | 0               | 2        | 0      | 0           | 0          |
| J. Šimunić    | 6          | 0          | 0           | 0          | 0                 | 0                 | 0                 | 0                 | 0               | 0               | 0               | 0               | 6        | 0      | 0           | 0          |